# Eric Deakins
Eric Petro Deakins (né le 7 octobre 1932) est un homme politique britannique du parti travailliste. Il est député de Walthamstow West de 1970 à 1974 et de Walthamstow de 1974 à 1987. Il a également travaillé comme consultant en affaires publiques internationales.

## Jeunesse
Deakins est le fils aîné d'Edward Deakins et Gladys Deakins. Il fait ses études à la Tottenham Grammar school et à la London School of Economics, et devient cadre commercial. Il est conseiller au conseil d'arrondissement de Tottenham entre 1958 et 1961, et de 1962 à 1963.

## Carrière politique
Deakins échoue dans ses trois premières tentatives pour être élu député, notamment à Finchley en 1959 contre le futur Premier ministre Margaret Thatcher, et Chigwell en 1966. Cependant, il est ensuite élu député de Walthamstow West en 1970, inversant sa défaite aux élections partielles contre les conservateurs de ce siège en 1967.
Il prononce son premier discours le 16 juillet 1970. S'exprimant en faveur de la deuxième lecture du projet de loi sur l'abus de drogues, il soulève une série de réserves : « Il s'attaque aux drogues socialement inacceptables mais ne fait rien contre les drogues socialement acceptables.
Après des changements de limites en 1974, Walthamstow West est fusionné dans la nouvelle circonscription de Walthamstow, qu'il continue à représenter.
Pendant le gouvernement travailliste de 1974-1979, Deakins est ministre adjoint du Commerce (1974-1976) et du DHSS (1976-1979). Il représente Walthamstow jusqu'à sa défaite aux élections générales de 1987, remportant 34 % des voix contre 39 % pour son adversaire conservateur Hugo Summerson,,.

## Vie privée
En 1990, il épouse Sandra Weaver ; ils ont un fils et deux filles. Il vit à Camden Town, au nord-ouest de Londres.

## Publications
- Une foi pour laquelle se battre, 1964
- Vous et votre député (avec Nance Fyson), 1987 [2]
- Quel avenir pour le travail ?, 1988 [2]